# Ni tú ni yo (canción de Jennifer Lopez)
«Ni tú ni yo» es una canción grabada por la cantante de origen puertorriqueño Jennifer Lopez con el dúo de reguetón cubano Gente de Zona. Fue lanzado digitalmente el 4 de julio de 2017 por Nuyorican Productions y Sony Music Latin como el sencillo principal del noveno álbum de estudio de Lopez, Por primera vez.

## Antecedentes
En marzo de 2016, Billboard confirmó que Lopez había vuelto a Epic Records, discográfica que había dejado en 2010. Lopez firmó un nuevo contrato a largo plazo y se reunió nuevamente con L.A. Reid quien fue su mentor durante mucho tiempo. En octubre de 2016, la revista Billboard confirmó que Lopez está trabajando en su segundo álbum en español, que se estrenará en septiembre de 2017 a través de Sony Music Latin. En este disco a colaborado con varios colegas como Oscarcito, Motiff, Gabo, Alexander. Su exmarido Marc Anthony trabaja como productor ejecutivo en el álbum. Anthony describió el álbum como: "algunos de los mejores trabajos que he hecho y algunos de los mejores trabajos que ella ha hecho", y de su colaboración dijo: "El hecho de que puso su carrera en mis manos es una gran responsabilidad, pero nadie la conoce como yo... Siempre hemos sido buenos amigos desde el primer día, ya saben".
"Ni Tú Ni Yo" es el primer sencillo del álbum. En la portada del sencillo se ve a Lopez posando frente a un mar, vestida con un vestido amarillo inspirado en la década de 1960 diseñado por Michael Costello. Katie Skinner de Billboard observó y dijo: "encaja perfectamente con el estilo y la personalidad glamorosa de Lopez".

## Composición
"Ni Tú Ni Yo" fue escrita por Oscar Hernández "Oscarcito", Jerickson Mendoza "FissheR" , Jimmy Abreu, Álvaro Farias "Megan",Gabriel García y Motiff. Lopez comentó que la canción: "se trata acerca del amor cuando te sorprende - realmente no esperabas que esto sucediera, ¿sabes?, de eso es lo que se trata, es una de esas cosas que cuando viene el amor, solo llega, no se anuncia, y luego simplemente te haces cargo - ¿ya sabes a qué me refiero?, de eso se trata la canción, por eso la amo tanto". Lopez reveló que la canción reflejaba su propia relación con su novio Álex Rodríguez.

## Recepción
La escritora de Rolling Stone, Brittany Spanos, calificó la canción de "pista de baile vivaz", señalando que "las voz de Lopez se destaca sobre las intrincadas guitarras e instrumentos de la canción." MTV UK lo calificó de "éxito futuro" y escribió: "Ni Tú Ni Yo" es el próximo el éxito internacional como otros hits español como "Bailando" y "Despacito." Mike Nied de Idolator hizo eco de este sentimiento, remarcando que la canción "puede ser un contendiente para el codiciado título de "Canción del verano", llamándolo: "un golpe potencialmente masivo." Brooke Metz, de USA Today, dijo: "La canción, con su ritmo rápido, sus trompetas y sus letras en español, crea la banda sonora perfecta para los días de playa y las noches de verano"

## Actuaciones en vivo
Lopez debutó "Ni Tú Ni Yo" durante su primer concierto en la República Dominicana en el anfiteatro Altos de Chavón en abril de 2017 y se unió en el escenario de Gente de Zona para la presentación. Lopez y Gente de Zona estrenaron oficialmente la canción durante la actuación en Macy's 4 july Fireworks Spectacular, que se emitió el 4 de julio de 2017 por NBC. El sencillo quedó disponible digitalmente inmediatamente después de que el evento terminó. La actuación recibió retroalimentación positiva en los medios de comunicación social y también críticas tanto negativas como positivas por interpretar una canción en español el día de celebración del 4 de julio en Estados Unidos. Lopez llevaba un vestido bordado de doble corte y de corte alto diseñado por Fausto Puglisi mientras interpretaba "Ni Tú Ni Yo", que también atrajo comentarios por el vestido que aparentaba no llevar ropa interior.

## Vídeo musical
El video oficial de la canción se estrenó en televisión por Telemundo el 10 de julio de 2017.
El video musical fue filmado en Islamorada, Florida Keys. El videoclip incluye varias colocaciones de productos, también aparece el actor mexicano Khotan Fernández como su fotógrafo y una pequeña participación de Marc Anthony.
El video oficial fue lanzado en YouTube el 11 de julio de 2017, en su primer día de estreno obtuvo casi 3 millones de visitas, y a tres días del lanzamiento el video musical ya superaba las 8.5 millones de reproducciones en dicha plataforma.

## Charts
| Chart (2017)                        | Peak position |
| ----------------------------------- | ------------- |
| Ecuador (National-Report)           | 80            |
| Panamá Latin Songs (Monitor Latino) | 16            |
| Suecia (Sverigetopplistan)          | 11            |
| Estados Unidos (Hot Latin Songs)    | 15            |
| Estados Unidos (Tropical Airplay)   | 21            |
| Venezuela (National-Report)         | 72            |

## Certificaciones
| País   | Organismo certificador | Certificación | Ventas certificadas | Ref.  |
| ------ | ---------------------- | ------------- | ------------------- | ----- |
| España | PROMUSICAE             | Oro           | 20,000              |       |
| México | AMPROFON               | Oro           | 30,000              | [ 8 ] |